# 湖岗乡
湖岗乡，是中华人民共和国河南省開封市杞县下辖的一个乡镇级行政单位。

## 行政区划
湖岗乡下辖以下地区：
后街村、顾那村、前街村、五岔口村、孟庄村、后岗村、霍那村、府里庄村、宋院村、前岗村、翟陵村、叶庄村、云寨村、军张村、翟寨村、左洼村、赵槐柏村、宋寨村、李巴勺村和蔡洼村。